# Cabanis-bülbül
A Cabanis-bülbül (Phyllastrephus cabanisi) a madarak (Aves) osztályának verébalakúak (Passeriformes) rendjébe, ezen belül a bülbülfélék (Pycnonotidae) családjába tartozó faj.

## Rendszerezése
A fajt Richard Bowdler Sharpe angol ornitológus írta le 1881-ben, a Criniger nembe Criniger cabanisi néven. Tudományos faji nevét Jean Louis Cabanis német ornitológusról kapta.

## Alfajai
- Phyllastrephus cabanisi sucosus (Reichenow, 1903) – dél-Dél-Szudán, Kenya (a Nagy-hasadékvölgytől nyugatra), észak-, délnyugat- valamint kelet-Uganda, kelet-Kongói Demokratikus Köztársaság, Ruanda, északkelet-Burundi, északnyugat-Tanzánia;
- Phyllastrephus cabanisi cabanisi (Sharpe, 1882) – északközép-Angola, délkelet-Kongói Demokratikus Köztársaság, észak-Zambia, nyugat és délnyugat-Tanzánia;

## Előfordulása
Kelet és Közép-Afrikában, Angola, Burundi, Dél-Szudán, Kenya, a Kongói Demokratikus Köztársaság, Malawi, Mozambik, Ruanda, Tanzánia, Zambia és Uganda területén honos. 
Természetes élőhelyei a szubtrópusi vagy trópusi síkvidéki és hegyi esőerdők, valamint cserjések. Állandó, nem vonuló faj.

## Megjelenése
Testhossza 18 centiméter, testtömege 22–39 gramm.
|  |

## Életmódja
Ízeltlábúakkal táplálkozik.

## Természetvédelmi helyzete
Az elterjedési területe rendkívül nagy, egyedszáma pedig stabil. A Természetvédelmi Világszövetség Vörös listáján nem veszélyeztetett fajként szerepel.